# Хворостянівка
Хворостяні́вка — село в Україні, у Шульгинській сільській громаді Старобільського району Луганської області. Орган місцевого самоврядування з 2019 року — Шульгинська сільська громада, до 2019 року — Хворостянівська сільська рада.

## Географія
Хворостянівка розташована на річці Айдар, притоці Сіверського Дінця, за 20 км на південь від районного центру, який для села є найближчою залізничною станцією.

## Історія
Хворостянівка була заснована в 1923-му році на правому березі Айдару вихідцями із села Шульгинка. Походження назви села достаменно не відома. Нащадки засновників Хворостянівки вважають, що назва пішла від того, що перші оселі які будувалися в селі були із хворосту. 
Партійна і комсомольська організації були утворені в 1930 році. 
Під час організованого радянською владою Голодомору 1932—1933 років померло щонайменше 232 жителі села.
На фронти Другої Світової війни (Великої Вітчизняної) пішло 145 мешканців села, 110 із них за мужність і відвагу були нагороджені орденами та медалями. 54 учасники бойових дій загинули. У пам'ять про загиблих воїнів-односельців в селі було встановлено стелу.
Сільська рада в Хворостянівці була утворена в 1957-му році. До цього року Хворостянівка належала до Шульгинської сільської ради.
У 70-х роках ХХ століття в селі розташувалася центральна садиба колгоспу ім. 40-річчя Жовтня, за яким закріплювалося 6,5 тис. га земельних угідь, у т. ч. 4 тис. га орних земель. Колгосп ім. 40-річчя Жовтня також включав в себе сусідні села, а саме Лозовівку і Кам'янку. Основний виробничий напрям колгоспу - м'ясо-молочне тваринництво і вирощування зернових культур.
За високі показники в соціалістичному змаганні на честь 50-річчя Великого Жовтня в 1967 році колгосп був нагороджений Пам'ятним прапором ЦК КПРС, Президії Верховної Ради СРСР, Ради Міністрів СРСР і ВЦСПС.
На честь дня народження В. І. Леніна колгосп був удостоєний Ленінської ювілейної почесної грамоти. На честь утворення СРСР колгосп також був удостоєний Ювілейного почесного знака.
У числі 38-ми передовиків колгоспу, удостоєних урядових винагород, звання Героя Соціалістичної Праці були присвоєні свинаркам А. С. Апатіной, А. Ф. Колінько. Орденами Леніна були удостоєні свинарки М. А. Сарана, В. М. Никитенко, доярки А. Ф. Кожух, А. Е. Перепелиця, бригадир бригади овочівництва Ф. А. Сало. Орденом Жовтневої Революції нагороджені голова колгоспу Н. А. Говтва, тваринник М. П. Никитенко та тракторист С. Н. Хурда.
У 70-х роках ХХ століття в селі діяла восьмирічна школа, в якій працювало 17 вчителів та навчалося 168 дітей. Функціонував будинок культури із залом на 400 місць, бібліотека з книжковим фондом у 6 тис. примірників; медичний пункт, побутові майстерні, відділення зв'язку, ощадна каса, їдальня і чотири магазини.
Нині у Хворостянівці працюють загальноосвітня школа І-ІІ ступенів зі спортзалом і спортивним майданчиком, стадіон, ФАП, клуб, бібліотека, чотири фермерських господарства, млин, крупорушка, пилорама.
В результаті реформ 2000-го року на базі Хворостянівки і Лозовівки були утворені СТОВ "Айдар-Агро" і фермерське колективне господарство "Альтаїр". В 2004 році "Айдар-Агро" збанкрутувало.
В селі немає церкви, але є храмове свято, а це вказує на те, що колись церква була.
В околицях села були знайдені кургани епохи бронзи. В одному із курганів були знайдені залишки поховання кочовиків зі зброєю і шкіряною збруєю.
Село постраждало від паводку у березні 2012 року.

## Природно-ресурсний потенціал
Хворостянівка омивається річкою Айдар та оточена невеликими лісами - Криничний, Лісковий, Байрачок, Вовчий, Високий, Кучерів та Плоский. В них ростуть дуб, липа, клени, берестки, ліщина, проліски, конвалії, воронці, звіробій, полуниця і т. д. Є природні озера. На схилі пагорба між Хворостянівкою і Лозовівкою знаходиться гідрологічна пам'ятка "Джерело Лозовське", що вважається пам'ятником природи України і охороняється законом.

## Населення
Кількість населення Хворостянівки змінюється в бік зменшення. У 1968 році хворостянівців було 660 осіб. За даними перепису населення 2001 року, у селі мешкало 483 особи. У 2005 році мешкало 469 осіб. У 2014 році - 409 осіб. На момент 2021 року в селі проживає 347 осіб.